# Louis Wilkins
Louis Wilkins, född 10 december 1882 i Bourbon i Indiana, död 6 april 1950 i Seattle i Washington, var en amerikansk friidrottare.
Wilkins blev olympisk bronsmedaljör i stavhopp vid sommarspelen 1904 i Saint Louis.